# Антонио, Майкл
Майкл Грегори Антонио (англ. Michail Gregory Antonio; 28 марта 1990, Лондон, Англия) — ямайский и английский футболист, нападающий клуба «Вест Хэм Юнайтед» и национальной сборной Ямайки.

## Клубная карьера
Воспитанник английского клуба «Тутинг энд Митчам Юнайтед».

#### «Рединг»
Летом 2008 года стал игроком «Рединга». В сезоне 2009/10 провёл за команду один матч в рамках Чемпионшипа (2-й дивизион Англии). В сезоне 2010/11 провёл 21 матч в Чемпионшипе, забил 1 гол. В сезоне 2011/12 сыграл 6 матчей в Чемпионшипе.
В феврале-мае 2009 года был в аренде в клубе «Челтнем Таун». Провёл 9 игр в Первой лиге (3-й дивизион Англии). С октября 2009 года по май 2010 года на правах аренды играл за «Саутгемптон». Провёл 28 игр и забил 3 гола в Первой лиге. Выиграл с командой Трофей Футбольной лиги. В августе-ноябре 2011 года был в аренде в клубе «Колчестер Юнайтед». Провёл 15 игр и забил 4 гола в Первой лиге. В феврале-мае 2012 года был в аренде в клубе «Шеффилд Уэнсдей». Провёл 14 игр и забил 5 голов в Первой лиге.

#### «Шеффилд Уэнсдей»
Летом 2012 года «Шеффилд Уэнсдей» выкупил Майкла Антонио у «Рединга». В сезоне 2012/13 сыграл 37 матчей и забил 7 голов в рамках Чемпиошипа. В сезоне 2013/2014 сыграл 27 матчей и забил 4 гола в рамках Чемпиошипа.

#### «Ноттингем Форест»
Летом 2014 года перешёл в «Ноттингем Форест». В сезоне 2014/15 сыграл в Чемпионшипе 46 матчей и забил 14 голов. Был признан лучшим игроком сезона в составе «Ноттингем Форест». В сезоне 2015/16 сыграл 4 матча и забил 2 гола в Чемпионшипе.

#### «Вест Хэм Юнайтед»

##### Сезон 2015/16
В начале сентября 2015 года было объявлено о подписании игрока по схеме «4+2». Дебютировал за клуб 15 сентября 2015 года в матче против «Манчестер Сити», в котором он вышел на 60 минуте вместо Мозеса, а его команда выиграла со счетом 3:1. Первый гол за команду забил в последнем туре 2015 года против «Саутгемптона» 28 декабря на 69-й минуте, в том же матче Майкл отдал голевой пас Энди Кэрроллу. В следующем туре 2 января забил гол «Ливерпулю», затем спустя ровно месяц 2 февраля поразил ворота «Астон Виллы». Потом три тура подряд забивал гол в каждом матче: 27 февраля «Сандерленду», 2 марта «Тоттенхэму», 5 марта «Эвертону», во всех трёх матчах «Вест Хэм» одержал победу. В последних двух турах против «Манчестер Юнайтед» и «Астон Виллы» забил по одному голу в матче. По итогу сезона команда Антонио заняла 7 место и получила место в Лиге Европы.

##### Сезон 2016/17
Сезон начался для команды неудачно — вылет из Лиге Европы на стадии отборочных матчей, а также несколько разгромных поражений в АПЛ. Первый гол в сезоне забил 21 августа 2016 «Борнмуту». 10 сентября совершил первый в своей карьере дубль в ворота «Уотфорда», но он не спас команду от поражения. По ходу первой половины сезона забивал по голу «Тоттенхэму», «Ливерпулю», «Суонси», «Манчестер Сити», «Сток Сити». 14 января 2017 в матче против «Кристалл Пэлас» отдал три голевых паса. Вторая половина сезона не была так богата на голы, как первая, лишь один гол Антонио смог забить в матче против «Борнмута», который «Вест Хэм» проиграл со счётом 2:3. По итогам сезона стал лучшим бомбардиром «Молотобойцев» с 9 голами, а также был признан лучшим игроком «Вест Хэма» и получил награду «Молотобоец года».

##### Сезон 2017/18
Сезон 2017/18 был омрачен для Антонио огромным количеством травм. 23 сентября в матче против «Шпор» на 28 минуте получил травму паха и уступил место на поле Кэрроллу, 3 декабря в матче против «Горожан» не смог доиграть все 90 минут из-за новой травмы, а 2 апреля 2018 года и вовсе было объявлено о том, что Антонио выбыл до конца сезона из-за мышечного повреждения в результате прошлогодней операции на колено. Первый гол в сезоне забыл 14 октября 2017 года в матче против «Бернли» (1:1).. 24 февраля и 3 марта забил по голу в ворота «Ливерпуля» и «Суонси», оба матча «Молотобойцы» проиграли со счётом 1:4.

##### Сезон 2018/19
Этот сезон стартовал для Антонио в матче с «Ливерпулем», в котором он вышел в стартовом составе и получил жёлтую карточку, а его команда проиграла со счётом 0:4. Первый гол в сезоне забил в матче Кубка Лиги против «Мэкклсфилда» на 28-й минуте с паса Деклана Райса, этот матч команда Майкла выиграла со счётом 8:0. Первый гол в чемпионате Антонио забил в матче против «Кардифф Сити» на 68-й минуте с паса Роберта Снодграсса, итоговый счёт 3:1 в пользу «Вест Хэма». 15 декабря забил гол в выездном матче против «Фулхэма». 4 февраля 2019 года забил важный для «Молотобойцев» гол в ворота «Ливерпуля», во время розыгрыша штрафного вблизи ворот «Мерсисайдцев» Фелипе Андерсон отдал пас «на ход» Антонио и футболист изящно ударил низом в дальний угол, это помогло его команде сыграть в ничью 1:1. 22 февраля забил гол в ворота «Фулхэма» (3:1), 20 апреля в ворота «Лестера» (2:2), а 27 апреля забил первый в истории нового стадиона «Тоттенхэма» гол в ворота одноимённой команды.

## Карьера в сборной
В 2016 году отказался играть за сборную Ямайки, сказав, что надеется получить вызов в сборную Англии.
В 2016 году был вызван в сборную Англии на матч против Словакии. Числился в запасе, но на поле так и не появился. В 2017 году был вызван в сборную на матчи против Германии и Литвы, но был вынужден покинуть команду из-за травмы.
В марте 2021 года Антонио объявил, что будет играть за сборную Ямайки. Дебютировал за команду 6 сентября 2021 года в матче против Панамы.

## Личная жизнь
В детстве Антонио, выступая за клуб, который последние четверть века никогда не поднимался выше шестого дивизиона Англии, даже и не думал о карьере профессионального футболиста, позже уже будучи игроком «Вест Хэма» он отмечал: «все были против — мать, отец, место жительства», но несмотря на это в 14 лет Майкл получил предложение от «Тоттенхэма», однако преградой между ним и «Шпорами» стала мать футболиста, не желавшая чтобы её сын всё свободное время посвящал «игре в мяч», поэтому Антонио пришлось выбрать образование, а футбол он стал совмещать с учёбой в колледже и работой спасателем в местном аквапарке. Сам игрок считает если бы не своевременный интерес со стороны «Рединга», дальнейшей его перспективой могла быть профессия работы учителем физкультуры в школе или колледже, а также выступления за местные команды в низших дивизионах.

## Статистика выступлений

### Клубная статистика
Данные на 16 сентября 2021 года
| Выступление              | Выступление      | Выступление      | Чемпионат | Чемпионат | Кубки | Кубки | Еврокубки | Еврокубки | Прочие | Прочие | Итого | Итого |
| Клуб                     | Лига             | Сезон            | Игры      | Голы      | Игры  | Голы  | Игры      | Голы      | Игры   | Голы   | Игры  | Голы  |
| ------------------------ | ---------------- | ---------------- | --------- | --------- | ----- | ----- | --------- | --------- | ------ | ------ | ----- | ----- |
| Tooting & Mitcham United | Истмийская лига  | 2008/09          | 9         | 7         | 0     | 0     | 0         | 0         | 3      | 3      | 12    | 10    |
| Tooting & Mitcham United | Итого            | Итого            | 9         | 7         | 0     | 0     | 0         | 0         | 3      | 3      | 12    | 10    |
| Рединг                   | Чемпионшип       | 2008/09          | 0         | 0         | 0     | 0     | 0         | 0         | 0      | 0      | 0     | 0     |
| Рединг                   | Чемпионшип       | 2009/10          | 1         | 0         | 1     | 0     | 0         | 0         | 0      | 0      | 2     | 0     |
| Рединг                   | Чемпионшип       | 2010/11          | 21        | 1         | 3     | 0     | 0         | 0         | 0      | 0      | 24    | 1     |
| Рединг                   | Чемпионшип       | 2011/12          | 6         | 0         | 1     | 0     | 0         | 0         | 0      | 0      | 7     | 0     |
| Рединг                   | Итого            | Итого            | 28        | 1         | 5     | 0     | 0         | 0         | 0      | 0      | 33    | 1     |
| Челтнем Таун             | Лига 1           | → 2008/09        | 9         | 0         | 0     | 0     | 0         | 0         | 0      | 0      | 9     | 0     |
| Челтнем Таун             | Итого            | Итого            | 9         | 0         | 0     | 0     | 0         | 0         | 0      | 0      | 9     | 0     |
| Саутгемптон              | Лига 1           | → 2009/10        | 28        | 3         | 5     | 2     | 0         | 0         | 6      | 2      | 39    | 7     |
| Саутгемптон              | Итого            | Итого            | 28        | 3         | 5     | 2     | 0         | 0         | 6      | 2      | 39    | 7     |
| Колчестер Юнайтед        | Лига 1           | → 2011/12        | 15        | 4         | 0     | 0     | 0         | 0         | 1      | 0      | 16    | 4     |
| Колчестер Юнайтед        | Итого            | Итого            | 15        | 4         | 0     | 0     | 0         | 0         | 1      | 0      | 16    | 4     |
| Шеффилд Уэнсдей          | Лига 1           | → 2011/12        | 14        | 5         | 0     | 0     | 0         | 0         | 0      | 0      | 14    | 5     |
| Шеффилд Уэнсдей          | Итого            | Итого            | 14        | 5         | 0     | 0     | 0         | 0         | 0      | 0      | 14    | 5     |
| Шеффилд Уэнсдей          | Чемпионшип       | 2012/13          | 37        | 8         | 5     | 1     | 0         | 0         | 0      | 0      | 42    | 9     |
| Шеффилд Уэнсдей          | Чемпионшип       | 2013/14          | 27        | 4         | 1     | 0     | 0         | 0         | 0      | 0      | 28    | 4     |
| Шеффилд Уэнсдей          | Итого            | Итого            | 64        | 12        | 6     | 1     | 0         | 0         | 0      | 0      | 70    | 13    |
| Ноттингем Форест         | Чемпионшип       | 2014/15          | 46        | 14        | 3     | 1     | 0         | 0         | 0      | 0      | 49    | 15    |
| Ноттингем Форест         | Чемпионшип       | 2015/16          | 4         | 2         | 1     | 2     | 0         | 0         | 0      | 0      | 5     | 4     |
| Ноттингем Форест         | Итого            | Итого            | 50        | 16        | 4     | 3     | 0         | 0         | 0      | 0      | 54    | 19    |
| Вест Хэм Юнайтед         | Премьер-лига     | 2015/16          | 26        | 8         | 6     | 1     | 0         | 0         | 0      | 0      | 32    | 9     |
| Вест Хэм Юнайтед         | Премьер-лига     | 2016/17          | 29        | 9         | 4     | 0     | 4         | 0         | 0      | 0      | 37    | 9     |
| Вест Хэм Юнайтед         | Премьер-лига     | 2017/18          | 21        | 3         | 0     | 0     | 0         | 0         | 0      | 0      | 21    | 3     |
| Вест Хэм Юнайтед         | Премьер-лига     | 2018/19          | 33        | 6         | 5     | 1     | 0         | 0         | 0      | 0      | 38    | 7     |
| Вест Хэм Юнайтед         | Премьер-лига     | 2019/20          | 24        | 10        | 2     | 0     | 0         | 0         | 0      | 0      | 26    | 10    |
| Вест Хэм Юнайтед         | Премьер-лига     | 2020/21          | 26        | 10        | 1     | 0     | 0         | 0         | 0      | 0      | 27    | 10    |
| Вест Хэм Юнайтед         | Премьер-лига     | 2021/22          | 4         | 4         | 0     | 0     | 1         | 1         | 0      | 0      | 5     | 5     |
| Вест Хэм Юнайтед         | Итого            | Итого            | 163       | 50        | 18    | 2     | 5         | 1         | 0      | 0      | 186   | 53    |
| Всего за карьеру         | Всего за карьеру | Всего за карьеру | 380       | 94        | 38    | 8     | 5         | 1         | 10     | 5      | 433   | 108   |

### Статистика в сборной
| Матчи Антонио за сборную Ямайки | Матчи Антонио за сборную Ямайки | Матчи Антонио за сборную Ямайки | Матчи Антонио за сборную Ямайки | Матчи Антонио за сборную Ямайки | Матчи Антонио за сборную Ямайки | Матчи Антонио за сборную Ямайки |
| ------------------------------- | ------------------------------- | ------------------------------- | ------------------------------- | ------------------------------- | ------------------------------- | ------------------------------- |
| №                               | Дата                            | Оппонент                        | Счёт                            | Голы                            | Соревнование                    |                                 |
| 1                               | 5 сентября 2021                 | Панама                          | 0:3                             | —                               | Отборочные матчи ЧМ-2022        |                                 |
| 2                               | 12 ноября 2021                  | Сальвадор                       | 1:1                             | 1                               | Отборочные матчи ЧМ-2022        |                                 |
| 3                               | 16 ноября 2021                  | США                             | 1:1                             | 1                               | Отборочные матчи ЧМ-2022        |                                 |
| 4                               | 27 января 2022                  | Мексика                         | 1:2                             | —                               | Отборочные матчи ЧМ-2022        |                                 |
| 5                               | 30 января 2022                  | Панама                          | 2:3                             | 1                               | Отборочные матчи ЧМ-2022        |                                 |
| 6                               | 2 февраля 2022                  | Коста-Рика                      | 0:1                             | —                               | Отборочные матчи ЧМ-2022        |                                 |
| 7                               | 27 сентября 2022                | Аргентина                       | 0:3                             | —                               | Товарищеский матч               |                                 |
| 8                               | 24 июня 2023                    | США                             | 1:1                             | —                               | Золотой кубок КОНКАКАФ 2023     |                                 |
| 9                               | 28 июня 2023                    | Тринидад и Тобаго               | 4:1                             | —                               | Золотой кубок КОНКАКАФ 2023     |                                 |
| 10                              | 2 июля 2023                     | Сент-Киттс и Невис              | 5:0                             | —                               | Золотой кубок КОНКАКАФ 2023     |                                 |
| 11                              | 9 июля 2023                     | Гватемала                       | 1:0                             | —                               | Золотой кубок КОНКАКАФ 2023     |                                 |
| 12                              | 12 июля 2023                    | Мексика                         | 0:3                             | —                               | Золотой кубок КОНКАКАФ 2023     |                                 |
| 13                              | 15 октября 2023                 | Гаити                           | 3:2                             | —                               | Лига наций КОНКАКАФ 2023/2024   |                                 |
| 14                              | 18 ноября 2023                  | Канада                          | 1:2                             | —                               | Лига наций КОНКАКАФ 2023/2024   |                                 |
| 15                              | 6 июня 2024                     | Доминиканская республика        | 1:0                             | —                               | Отборочные матчи ЧМ-2026        |                                 |
| 16                              | 22 июня 2024                    | Мексика                         | 0:1                             | —                               | Кубок Америки 2024              |                                 |
| 17                              | 26 июня 2024                    | Эквадор                         | 1:3                             | 1                               | Кубок Америки 2024              |                                 |
| 18                              | 30 июня 2024                    | Венесуэла                       | 0:3                             | —                               | Кубок Америки 2024              |                                 |
| 19                              | 6 сентября 2024                 | Куба                            | 0:0                             | —                               | Лига наций КОНКАКАФ 2024/2025   |                                 |
| 20                              | 10 сентября 2024                | Гондурас                        | 2:1                             | 1                               | Лига наций КОНКАКАФ 2024/2025   |                                 |
| 21                              | 14 октября 2024                 | Гондурас                        | 0:0                             | —                               | Лига наций КОНКАКАФ 2024/2025   |                                 |
| 22                              | 16 июня 2025                    | Гватемала                       | 0:1                             | —                               | Золотой кубок КОНКАКАФ 2025     |                                 |
| 23                              | 20 июня 2025                    | Гваделупа                       | 2:1                             | —                               | Золотой кубок КОНКАКАФ 2025     |                                 |
| 24                              | 24 июня 2025                    | Панама                          | 1:4                             | —                               | Золотой кубок КОНКАКАФ 2025     |                                 |

Итого: 24 игры / 5 голов; 7 побед, 5 ничьих, 12 поражений.

## Достижения

### Командные
«Саутгемптон»
- Обладатель Трофея Футбольной лиги: 2009/10

«Вест Хэм Юнайтед»
- Победитель Лиги конференций УЕФА: 2022/23

### Личные
- Лучший игрок сезона в «Ноттингем Форест»: 2014/15
- Лучший игрок сезона в «Вест Хэм Юнайтед»: 2016/17
- Игрок месяца английской Премьер-лиги: июнь 2020, август 2021[35]